# Campanula autraniana
Campanula autraniana är en klockväxtart som beskrevs av Nicholas Michailovitj Albov. Campanula autraniana ingår i släktet blåklockor, och familjen klockväxter. Inga underarter finns listade i Catalogue of Life.

## Bildgalleri

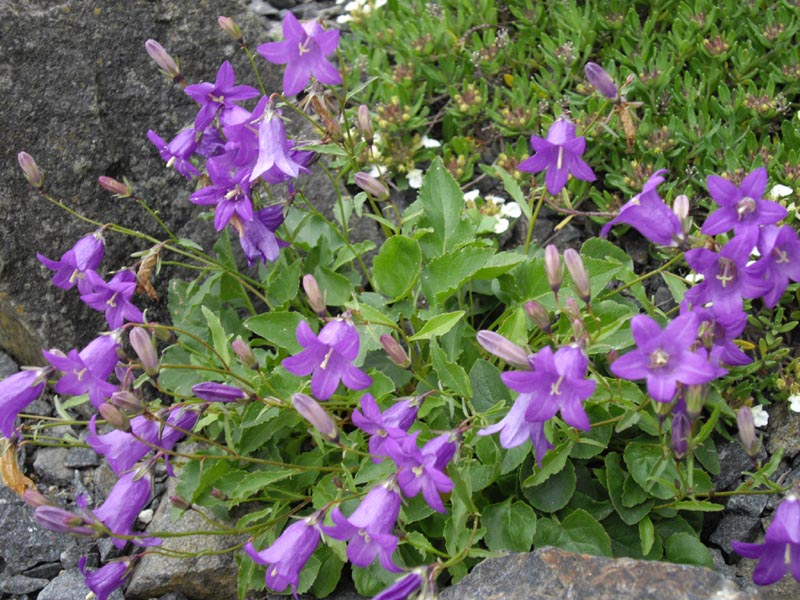